# Игнатов, Николай Васильевич
Николай Васильевич Игнатов (9 [22] декабря 1901, Систа, Санкт-Петербургская губерния — 10 сентября 1985, Ленинград) — советский военачальник-артиллерист, Герой Советского Союза (29.05.1945). Гвардии генерал-лейтенант артиллерии (2.11.1944). 

## Биография
Родился 9 (22) декабря 1901 года в деревне Систа Ямбургского уезда Санкт-Петербургской губернии (ныне — в Кингисеппском районе Ленинградская область) в семье крестьянина.
Получив начальное образование, работал на железной дороге.
В мае 1920 года был призван в Красную Армию. Служил красноармейцем в 7-м легком запасном артиллерийском дивизионе. Участвовал в Гражданской войне.
В 1921 году был направлен на учёбу на 14-е Кронштадтские артиллерийские курсы, с которых в августе 1922 года был переведён в Петроградскую школу комсостава тяжёлой и береговой артиллерии РККА, которая вскоре была переименована во 2-ю Ленинградскую артиллерийскую школу. Окончив школу в 1926 году, с мая начал службу на должности командира взвода 1-го тяжёлого артиллерийского дивизиона (Ленинградский военный округ). В октябре 1927 года был назначен на должность начальника разведки и связи дивизиона полевого тяжелого артиллерийского полка 1-го стрелкового корпуса Ленинградского ВО. С октября 1928 по сентябрь 1939 года служил в 1-м корпусном артиллерийском полку в том же округе на должностях помощника начальника разведки, политрука команды, помощника начальника разведки полка, помощника начальника штаба полка, командира разведывательного дивизиона и помощника командира полка по строевой части. Во время службы в этом полку в 1929 году окончил разведывательные курсы при артиллерийских курсах усовершенствования комсостава РККА (город Детское Село, Ленинградская область).
В сентябре 1939 года майор Игнатов был назначен на должность начальника штаба артиллерии 50-го стрелкового корпуса. В этой должности принимал участие в советско-финской войне.
В августе 1940 года был назначен на должность командира 21-го корпусного артиллерийского полка в 5-й армии Киевского особого военного округа.
С июня 1941 года подполковник Н. В. Игнатов принимал участие в боях Великой Отечественной войны. Полк под его командованием дивизии в составе 124-й стрелковой дивизии 27-го стрелкового корпуса 5-й армии на Юго-Западном фронте участвовал в Львовско-Черновицкой и Киевской оборонительных операциях. За выдающуюся стойкость в обороне полк под его командованием одним из первых осенью 1941 года получил гвардейское звание и был преобразован в 5-й гвардейский артиллерийский полк. В составе 40-й армии принимал участие в дальнейших оборонительных и наступательных операциях на Юго-Западном и Сталинградском фронтах.
В ноябре 1942 года полковник Игнатов был назначен на должность командира 4-й артиллерийской дивизии в 24-й армии на Донском фронте. Принимал участие в Сталинградской битве, в которой дивизию неоднократно перебрасывали на самые сложные участки, ей пришлось поддерживать наступавшие части и 65-й и 21-й армий.
Последние залпы в Сталинградской битве дивизия сделала утром 2 февраля 1943 года в районе Сталинградского тракторного завода. В этот день битва на Волге завершилась, а за выдающиеся отличия в ней 1 марта 1943 года дивизия получила гвардейское наименование и была преобразована в 2-ю гвардейскую артиллерийскую дивизию прорыва РГК. А командиру дивизии 29 января 1943 года было присвоено воинское звание генерал-майор артиллерии.
С 24 апреля по 7 мая 1943 года командовал 7-м артиллерийским корпусом прорыва, а с 20 мая 1943 года и до самой Победы — 4-м артиллерийским корпусом прорыва РВГК. Под его командованием корпус последовательно на Центральном, Белорусском, 1-м Белорусском фронтах принимал участие в Курской битве, Черниговско-Припятской операции, битве за Днепр, Гомельско-Речицкой, Белорусской, Висло-Одерской операциях.
В ходе Восточно-Померанской операции генерал-лейтенант артиллерии Николай Васильевич Игнатов возглавил артиллерийскую группировку из шести артиллерийских дивизий в районе города-крепости Кольберг. С 1 по 3 марта 1945 года группировка под командованием Игнатова провела артиллерийское наступление, сломив оборону противника. Введёные в бой по его завершении пехотные и танковые части в первый же день прорвали оборону противника, вошли в Кольберг и на побережье Балтийского моря. Через несколько дней непрерывного штурма Кольберг был взят.
В ходе Берлинской наступательной операции 4-й артиллерийский корпус прорыва взаимодействовал с 3-й ударной армией (1-й Белорусский фронт). 16 апреля артиллерия корпуса своим огнём разрушила оборону противника, 21 апреля открыла огонь по Берлину, а 23 апреля вступила в город.
Указом Президиума Верховного Совета СССР от 29 мая 1945 года за образцовое выполнение боевых заданий командования на фронте борьбы с немецкими захватчиками и проявленные при этом отвагу и геройство гвардии генерал-лейтенанту артиллерии Николаю Васильевичу Игнатову присвоено звание Героя Советского Союза с вручением ордена Ленина и медали «Золотая Звезда» (№ 5606).
До 1950 года командовал тем же корпусом. При этом 1947 году окончил Высшие академические курсы при Высшей военной академии имени К. Е. Ворошилова. В июне 1950 года был назначен на должность заместителя командующего артиллерией Горьковского военного округа, в июле 1951 года — на должность заместителя командующего артиллерией Московского военного округа, а в ноябре 1955 года — на должность старшего военного советника начальника Управления вооружения Казарменной Народной полиции Германской Демократической Республики. В марте 1959 года генерал-лейтенант артиллерии Н. В. Игнатов уволен в запас.
Жил в Москве, затем в Ленинграде. Умер 10 сентября 1985 года. Похоронен на Богословском кладбище (уч. 22, Братская дорога).

## Воинские звания
- Майор (до 1939 года);
- Подполковник (1941);
- Полковник (1942);
- Генерал-майор артиллерии (29 января 1943 года);
- генерал-лейтенант артиллерии (2 ноября 1944 года).

## Награды
- Медаль «Золотая Звезда» Героя Советского Союза (29.05.1945);
- четыре ордена Ленина (23.07.1944, 06.04.1945, 29.05.1945, 06.11.1945);
- пять орденов Красного Знамени (21.03.1940, 25.12.1941, 03.10.1944; 03.11.1944, 15.11.1950);
- орден Суворова 2-й степени (09.02.1944);
- орден Кутузова 2-й степени (07.08.1943);
- орден Александра Невского (22.03.1943);
- орден Отечественной войны 1-й степени (11.03.1985);
- медали СССР[2].

Иностранные награды
- Орден «За выдающиеся заслуги» (Великобритания)[3];
- Боевой орден «За заслуги перед народом и Отечеством» в золоте (ГДР, 18.01.1957)[4];
- Орден «Крест Грюнвальда» III степени (Польша, 24.04.1946)[5];
- Крест Храбрых (Польша, 19.12.1968);
- Медаль «За Варшаву 1939—1945» (Польша, 27.04.1946);
- Медаль «За Одру, Нису и Балтику» (Польша, 27.04.1946).